# Ricardo Alberto Ramírez
Ricardo Alberto Ramírez (Saladillo, Argentina, 5 de abril de 1973 - Argentina, 1 de mayo de 2021), fue un futbolista argentino. 

## Carrera deportiva
Tenía buen dominio de balón y visión de juego, pero pese a ello no pudo consolidarse en la Primera División del fútbol argentino, en el Racing Club. De allí pasó a militar en el fútbol de la Segunda División (Primera Nacional) y luego jugó en Deportivo Quito de Ecuador.
Falleció el 1 de mayo de 2021, por una complicación pulmonar tras haberse contagiado de coronavirus.

## Trayectoria
- 1993-1996 Racing Club
- 1996-1997 Juventud Antoniana
- 1997-1998 San Martín de San Juan
- 1998-1999 Estudiantes de Buenos Aires
- ¿1999-2000? Deportivo Quito
- 2001-2002 Sportivo Italiano
- 2002-2003 Berazategui